# Doddington (Cheshire)
Doddington is een civil parish in het Engelse graafschap Cheshire.